# Zurab Sotkilava
Zurab Lavrent'evič Sotkilava, nome alla nascita in georgiano ზურაბ სოტკილავა?, in russo Zurab Lavrent'evič Sotkilava? (Sukhumi, 12 marzo 1937 – Mosca, 18 settembre 2017), è stato un cantante, calciatore, tenore lirico sovietico/georgiano; dall'inizio degli anni '70 ha vissuto e lavorato a Mosca. Nel 1979 è stato nominato Artista del popolo dell'URSS.

## Biografia

### Educazione
Nel 1960 Sotkilava si laureò all'Istituto Politecnico Statale di Tbilisi.

### Carriera calcistica
Sotkilava iniziò a giocare a calcio a livello dilettantistico da bambino. All'età di 16 anni entrò a far parte della Dynamo Sukhumi, dove giocava come terzino. Nel 1956 divenne capitano della Nazionale maschile di calcio della Georgia e due anni dopo approdò alla Dinamo Tbilisi. Nel 1958 si infortunò gravemente mentre giocava in Jugoslavia. Questo lo portò alla fine della sua carriera sportiva in Cecoslovacchia l'anno successivo.

### Carriera musicale
Nel 1965 si laureò al Conservatorio di Stato di Tbilisi sotto la guida di David Andguladze. Tra il 1965 e il 1974 Sotkilava fu solista del Teatro dell'Opera e del Balletto di Tbilisi (intitolato a Zakaria Paliashvili). Dal 1966 al 1968 fu allievo alla Scala di Milano, dove il suo insegnante fu Dinaro Barra. In seguito divenne insegnante al Conservatorio di Mosca, dove rimase fino al 1988. Dopo sei anni divenne presidente dell'Concorso internazionale Čajkovskij e membro dell'Accademia di Musica di Bologna, quando iniziò a farsi conoscere per il suo modo di cantare le opere di Giuseppe Verdi.
Nel 2000 presiedette la giuria del festival cinematografico Kinoshok ad Anapa, che ospitava film provenienti da tutta la CIS e dagli Stati baltici.

## Ultimi anni e morte
Nel 2015 gli fu diagnosticato un tumore maligno del pancreas; morì nel 2017, all'età di 80 anni, lasciando la moglie, Eliso Turmanidze, e le due figlie.

## Ruoli al Teatro Bol'šoj
- Il trovatore — Manrico
- Tosca – Cavaradossi
- Iolanta – Vaudemont
- Aida – Radames
- Sadko – Commerciante indiano
- La cattura della luna – Arzakan
- Un ballo in maschera – Riccardo
- Cavalleria rusticana – Turiddu
- La molinara — Don Caloandro
- Boris Godunov – Il pretendente
- Chovanščina – Galitzine
- Nabucco – Ismaele

## Premi
| Anno | Premio                                                              | Note        |
| --- | ------------------------------------------------------------------- | ----------- |
| 1970 | 2° premio Concorso internazionale Čajkovskij                        | [ 6 ]       |
| 1970 | Artista onorato della Repubblica Socialista Sovietica Georgiana     |             |
| 1971 | Ordine del distintivo d'onore                                       |             |
| 1973 | Artista del popolo della Repubblica Socialista Sovietica di Georgia | [ 7 ] [ 8 ] |
| 1976 | Ordine della Bandiera rossa del lavoro                              |             |
| 1979 | Artista del popolo dell'Unione Sovietica                            | [ 6 ]       |
| 1993 | Premio Shota Rustaveli                                              |             |
| 1997 | Ordine d'Onore (Georgia)                                            | [ 9 ]       |
| 2007 | Ordine al merito per la Patria, 3° classe                           | [ 10 ]      |
| 2001 | Ordine al merito per la Patria, 4° classe                           | [ 11 ]      |
| 2008 | Ovation                                                             |             |
| 2012 | Diploma onorario del Presidente della Federazione Russa             | [ 12 ]      |
| Membro onorario dell'Accademia Filarmonica di Bologna (Italia) - nominato "Per una brillante interpretazione delle opere di Verdi" |                                                                     |             |
| Academico della Scuola di pittura, scultura e architettura di Mosca                                                                |                                                                     |             |

## Ex studenti
- (RU) Ksenia Leonidova, персоналии - Соткилава Зураб Лаврентьевич [Personalita - Tsokilava Zurab Lavrentievich], su www.mosconsv.ru. URL consultato il 25 dicembre 2019. Ospitato su Conservatorio di Stato di Mosca intitolato a P. I. Tchaikovsky..